# Кристиано Жуниор
Кристиа́но Себастья́н де Ли́ма Жу́ниор (порт.-браз. Cristiano Sebastião de Lima Júnior; 5 июня 1979, Рио-де-Жанейро — 5 декабря 2004, Бангалор) — бразильский футболист, нападающий.
Кристиано Жуниор прибыл в Индию в 2003 году из Бразилии, где выступал за «Васко да Гама» и «Сампайо Корреа». В первый же год выступлений в новой стране за клуб «Ист Бенгал» Жуниор стал лучшим футболистом Индии и помог своей команде выиграть чемпионское звание.
В сентябре 2004 года Жуниор перешёл в клуб «Демпо», став самым высокооплачиваемым футболистом в чемпионате Индии.
В декабре 2004 года «Демпо» играл в финале Кубка Индии с клубом «Мохун Баган». На 78-й минуте Жуниор, забив гол (2:0), столкнулся с вратарём соперников Субрата Пала, после чего произошла остановка сердца. Клуб «Демпо» в память об игроке навечно закрепил за ним номер 10. Вратарь Субрата Пал был дисквалифицирован на 2 месяца.
Кристиано Жуниор был похоронен в Федеральном округе Бразилии.

## Клубная карьера
Жуниор, который был наиболее высокооплачиваемым футболистом в Индии, подписал контракт с «Демпо» в сентябре 2004 года. Он перешёл в «Демпо» по трансферу из калькуттского «Ист Бенгал», где он хорошо сыгрался в паре с Байчунгом Бхутиа, и помог своей команде оформить чемпионский титул в сезоне 2003/2004 года.
«Демпо» объявили, что они выведут из обращения 10-й номер Жуниора. Клуб подал жалобу в преступной халатности против футболиста Субраты Пала, Хосмат Госпиталя и Карнатакской государственной футбольной ассоциации, местных организаторов. Пал был отстранен от игр на 2 месяца.

## Достижения
Командные
- Чемпион Индии: 2004
- Обладатель Кубка Индии: 2004

Личные
- Футболист года в Индии: 2004